# Izobražaja žertvu
Izobražaja žertvu è un film del 2006 diretto da Kirill Serebrennikov. È una rivisitazione dell'Amleto di William Shakespeare.

## Distribuzione
Il film è stato presentato in anteprima al Festival internazionale del film di Roma il 20 ottobre 2006, dove ha vinto il primo premio per il miglior film. Non è stato tuttavia mai distribuito nelle sale cinematografiche italiane, come ha lamentato Marco Lodoli.

## Riconoscimenti
- 2006 - Festival internazionale del film di Roma[2]
  - Marc'Aurelio d'Oro per il miglior film